# Крылышки Буффало
Крылышки Буффало (англ. Buffalo wings) — традиционная закуска американской кухни. Куриные крылья жарят во фритюре и окунают в острый соус из уксуса, кайенского перца и расплавленного сливочного масла. Рецепт был создан в 1964 году Терезой Белиссимо, хозяйкой бара «Анкор» в городе Буффало, штат Нью-Йорк. Крылышки традиционно подаются горячими, с небольшими палочками из моркови или сельдерея и соусом из голубого сыра.
Крылышки Буффало получили популярность как в США, так и за их пределами. Они стали традиционным блюдом Супербоула. Название «Буффало» стало нарицательным и применяется не только к куриным крыльям, но и к другим блюдам с соусом «Буффало»: курице, креветкам, пицце.

## Приготовление

### Курица
Куриные крылышки, используемые для изготовления крылышек Буффало, обычно делятся на три части: плечевая часть крыла, средняя часть крыла и кисть, последняя из которых выбрасывается. Традиционно крылышки обжаривают во фритюре в масле без панировки и муки, пока они не подрумянятся. Кроме того, они могут быть запечёнными, приготовленными на гриле или жареными на сковороде.

### Соус
Кайенский перец, острый соус и топленое масло или маргарин являются основой соуса для крылышек Буффало, который может быть мягким, средним по остроте или острым. Магазинный готовый к употреблению соус для крылышек сделан с разной степенью остроты. Приготовленные куриные крылышки помещают в миску или кастрюлю и встряхивают, чтобы крылья полностью покрылись соусом перед подачей на стол.